# Yoo In-soo
Yoo In-soo (en hangul, 유인수; 25 de marzo de 1998) es un actor y modelo surcoreano.

## Carrera
Yoo In-soo debutó como actor de televisión en la serie de jTBC Strong Woman Do Bong-soon, con el papel de Kang-goo, un estudiante de secundaria desaliñado y fanfarrón que recibe una dura lección por parte de la protagonista Bong-soon (Park Bo-young). El mismo año participó también en la serie de KBS2 School 2017 con el papel de Min-joon, uno de los estudiantes de la escuela.
En 2017 trabajó asimismo en otras series: primero tuvo un pequeño papel en la exitosa serie de SBS While You Were Sleeping. Entre octubre y noviembre se emitieron en tvN los doce episodios de Avengers Social Club; en ella aparece brevemente como Kyun-bok, un estudiante de secundaria que acosa a un compañero, dejando una actuación que llamó la atención del público. Y por último aún intervino en la serie web Revenge Note como Jo Man-hee, estrenada el 27 de octubre.
En 2018 aparece en la serie My ID is Gangnam Beauty como Park Rae-seon, un joven que acosa a la protagonista Kang Mi-rae (Im Soo-hyang) y acaba en comisaría tras pelear con el novio de ella (Cha Eun-woo). En Tale of Fairy, del mismo año, es un estudiante universitario y cliente habitual del camión de café de la protagonista Sun Ok-nam (Moon Chae-won).
En 2019 tuvo pequeños papeles en las series de jTBC Moment of eighteen y Chocolate, en la primera como Pil-sang, un joven que conoce a su primer amor, y en la segunda como Seong-goo.
Tras un 2020 con escasa presencia, en 2021 tuvo un papel secundario en la serie de KBS2 At a Distance Spring is Green. En ella es Cheon-gook, un estudiante universitario que está activo como locutor personal de Internet BJ, y un chismoso al que le gusta difundir rumores.
El papel que definitivamente le dio la fama fue el de Yoon Gwi-nam en 2022, en la serie de horror de Netflix Estamos muertos, gracias al cual el número de sus seguidores en redes sociales se multiplicó por quince en solo cinco días, de 40 000 a más de 600 000 al 3 de febrero. La serie logró un gran éxito de público, ocupando el primer lugar en la plataforma durante cinco días, y siendo una de las diez más vistas en 91 países. En octubre del mismo año fue elegido para el reparto de otra serie de Netflix, y con el mismo director de Estamos muertos: Una dosis diaria de sol, programada para emitirse en el cuarto trimestre de 2023.

## Filmografía

### Cine
| Año   | Título         | Hangul        | Personaje                    | Notas  |
| ----- | -------------- | ------------- | ---------------------------- | ------ |
| 2017  | Forgotten      | 기억의 밤     | Estudiante 3 en la comisaría |        |
| 2023  | Swallow        | 제비          | Hyeon-soo de joven, en 1983  | [ 13 ] |
| Prog. | Oh, well done! | 참, 잘했어요! | Nam-yeong                    | [ 14 ] |

### Series de televisión
| Año     | Título                            | Personaje              | Canal        | Notas                         | Ref.                 |
| ------- | --------------------------------- | ---------------------- | ------------ | ----------------------------- | -------------------- |
| 2017    | Strong Woman Do Bong-soon         | Kang-koo               | JTBC         | Episodio 3                    | [ 2 ] [ 15 ]         |
| 2017    | School 2017                       | Min-joon               | KBS2         |                               | [ 3 ]                |
| 2017    | While You Were Sleeping           | Choi Jae-seong         | SBS          |                               |                      |
| 2017    | Avengers Social Club              | Kyung-bok              | tvN          |                               | [ 4 ]                |
| 2017    | Revenge Note                      | Cho Man-hee            | Corn TV      | Serie web                     | [ 5 ]                |
| 2018    | Life                              | Residente de oncología | JTBC         |                               | [ 16 ]               |
| 2018    | My ID is Gangnam Beauty           | Park Rae-sun           | JTBC         | Episodio 11                   | [ 17 ]               |
| 2018    | Drama Special - The Long Farewell | Na Kyung-soo           | KBS          | Episodio único                | [ 18 ]               |
| 2018    | Tale of Fairy                     | Estudiante             | tvN          |                               | [ 7 ]                |
| 2019    | Moment of eighteen                | Yoo Pil-sang           | JTBC         |                               |                      |
| 2019    | Chocolate                         | Seong-goo              | JTBC         | Episodios 9-11                | [ 8 ]                |
| 2019    | Love Alarm                        | Estudiante             | Netflix, tvN | Aparición especial            | [ 19 ]               |
| 2020    | Secret Forest 2                   |                        | tvN          |                               | [ 20 ]               |
| 2021    | At a Distance Spring is Green     | Oh Cheon-gook          | KBS2         |                               | [ 9 ] [ 21 ]         |
| 2022    | Estamos muertos                   | Yoon Gwi-nam           | Netflix      | Serie web                     | [ 22 ] [ 23 ]        |
| 2022    | Fly High Butterfly                |                        | JTBC         |                               | [ 24 ]               |
| 2022    | Alquimia de almas                 | Park Dang-gu           | Netflix, tvN |                               | [ 25 ] [ 26 ]        |
| 2023    | La buena mala madre               | Bang Sam-shik          | JTBC         |                               | [ 27 ]               |
| 2023    | The Uncanny Counter               | Na Jeok-bong           | OCN          | Segunda temporada             | [ 28 ]               |
| 2023    | Una dosis diaria de sol           | Ji Seung-jae           | Netflix      | Serie web                     | [ 29 ]               |
| 2023-24 | El juego de la muerte             | Lee Jin-sang           | TVING        | Serie web                     | [ 30 ]               |
| 2024    | The Midnight Studio               | Go Dae-ri              | ENA          |                               | [ 31 ] [ 32 ] [ 33 ] |
| 2025    | Grupo de estudio                  |                        | TVING        | Serie web, aparición especial | [ 34 ]               |
| 2025    | Un chico ejemplar                 | Bong Da-ri             | JTBC         | Aparición especial            | [ 35 ]               |

### Programas de variedades
| Año  | Programa                           | Función  | Ref.          |
| ---- | ---------------------------------- | -------- | ------------- |
| 2022 | Knowing Brothers (Ask Us Anything) | Invitado | [ 36 ] [ 37 ] |

## Premios y nominaciones
| Año  | Premio                               | Categoría                | Papel           | Resultado | Ref.          |
| ---- | ------------------------------------ | ------------------------ | --------------- | --------- | ------------- |
| 2016 | SAC Youth Acting Contest Grand Prize | Gran Premio en monólogos | —               | Ganador   | [ 38 ]        |
| 2022 | 58.º Baeksang Arts                   | Mejor actor revelación   | Estamos muertos | Nominado  | [ 39 ] [ 40 ] |